# Pseuderesia phaeochiton
Pseuderesia phaeochiton är en fjärilsart som beskrevs av Karl Grünberg. Pseuderesia phaeochiton ingår i släktet Pseuderesia och familjen juvelvingar. Inga underarter finns listade i Catalogue of Life.